# Antoni Łyko
Antoni Andrzej Łyko (Krakow, 27 de maig de 1907 - Auschwitz, 3 de juny de 1941) fou un futbolista polonès de la dècada de 1930.
Pel que fa a clubs, defensà els colors del Wisła Kraków. Fou internacional amb la selecció de Polònia, amb la que disputà el Mundial de 1938. Va morir al camp de concentració d'Auschwitz.